# Castro de Yecla la Vieja
Castro de Yecla la Vieja är en fornlämning i Spanien.   Den ligger i provinsen Provincia de Salamanca och regionen Kastilien och Leon, i den centrala delen av landet, 240 km väster om huvudstaden Madrid. Castro de Yecla la Vieja ligger 718 meter över havet.
Terrängen runt Castro de Yecla la Vieja är platt, och sluttar västerut. Runt Castro de Yecla la Vieja är det glesbefolkat, med 16 invånare per kvadratkilometer. Närmaste större samhälle är Vitigudino, 8,3 km nordost om Castro de Yecla la Vieja. Trakten runt Castro de Yecla la Vieja består till största delen av jordbruksmark.